# Onikobe
Onikobe je neaktivní kaldera, nacházející se jihozápadně od stratovulkánu Kurikoma na ostrově Honšú. Stáří kaldery se datuje na 200000 let. V současnosti je to jediné místo v Japonsku s výskytem gejzírů.